# GAZelle-Business (van panel)
La GAZelle-Business (del ruso: Газель-Бизнес) es la versión de pasajeros de la furgoneta GAZelle, producida en paralelo en la planta GAZ de Nizhny Novgorod. Se ha descontinuado la producción de ambos modelos en favor de la más reciente GAZelle Next, cuya comercialización ha empezado en el año 2013.

## Historia
Según la revista especializada AUTO-Consulting, la nueva versión ha incorporado "tantas mejoras como no se hizo con el primer lote de camiones "GAZelle", tal factor no le hizo muy popular tras su aparición en 1994 en el mercado, por las constantes quejas frente a su fiabilidad. Luego de estos comentarios y las críticas por parte de sus propietarios, los trabajos de diseño comenzaron en el año 2008, y se hizo sobre la base de las malas estadísticas sobre las reparaciones hechas en periodo de garantía y la disponibilidad de las refacciones en los distribuidores de repuestos, así como en varas entrevistas hechas por los concesionarios y gazell.ru en línea (el sitio web oficial de la familia), en donde se detectaron 20 problemas graves, los cuales dieron lugar a numerosos cambios en el diseño mecánico, los que serían finalmente realizados a 130 puntos determinados como críticos en la fiabilidad del vehículo.
La versión mejorada se presenta finalmente el 4 de febrero de 2009. En la presentación del vehículo de pre-serie se hicieron las posibles prospecciones de ventas y de producción dentro de las líneas de montaje de la "GAZelle-Business", las que ha sido hasta ahora efectivamente cifradas, dando lugar a un esbozo del precio final de venta y se redesieño a la planta y a las líneas de fabricación como G425AZ152. Las ventas en Rusia comenzaron el 25 de febrero de 2010, en la República de Bielorrusia, el 15 de abril, en Ucrania el 14 de mayo, en Azerbaiyán el 22 de mayo, en Kazajistán el 28 de mayo, y en Armenia el 18 de junio del mismo año.
En abril de 2010, en el marco de la exposición ComTrans-2010 "Grupo GAZ", junto con la empresa italiana OMVL presentaron una variante que se modificó con la instalación de un equipo para usar gas natural combustible (GNV).
El 2 de junio del mismo año, el presidente del "Grupo GAZ" Bo Andersson dijo que como proveedor de motores diesel de 2,8 litros para el "Business Gazelle" fue seleccionada la firma Cummins. La versión de producción con el motor Cummins ISF de tipo turbodiesel comenzó el 20 de julio, y Las ventas comenzaron el 6 de septiembre de 2010. Las variantes de la "GAZelle-Business" con un motor diésel introdujeron al mercado la opción de control de crucero mediante el uso del sistema satelital ruso GLONASS. En abril de 2011, los vehículos diésel representaron el 15% de las ventas de la serie "GAZelle-Business".
En 2010, se planeaba la producción de hasta 65 mil autos "GAZelle-Business". Las ventas en los primeros seis meses de 2010 ascendieron a las 10.000 unidades, lo que representó el 35% del porcentaje total de los vehículos de la serie "GAZelle" vendidos durante este período. Para diciembre del 2010, la proporción de modelos de la serie "GAZelle-Business" en la participación de las ventas totales fue del 94%.
En junio de 2011, las ventas alcanzaron los 100.000 vehículos. En junio, se han instalado un aparato de aire acondicionado opcional Sanden, mientras que el coche se ha actualizado el motor UFG-4216.70. En 2011, la serie de vehículos de pasajeros "GAZelle-Business" fue líder en ventas en el mercado ruso en el segmento de los vehículos comerciales ligeros.
En febrero de 2013, un lote de 10 vehículos de preproducción, que usarán como combustible gas natural combustible (GNC, de metano comprimido) fueron asignados a la empresa "Nizhny Novgorod GES".

## Descripción
Esta variante se diferencia de los modelos básicos GAZelle por poseer en su mecánica componentes de alta calidad. Con ello, el plazo de su garantía se incrementó de 10 000 kilómetros (6214 mi) a 15 000 kilómetros (9321 mi), por mucho una extensión que se situó como generosa -de hasta dos años u 80.000 km- El consumo de combustible se ha reducido en un 5%, la distancia de frenado se redujo en un 8%.

### Diferencias con la serieGAZelle
Externamente los "GAZelle-Business" de la serie de vehículos de pasajeros no difieren de la familia de vehículos "GAZelle" de la serie de vehículos comerciales, más que todo en sus modelos de reciente producción, ya que llevan integrada la parrilla con el parachoques delantero (estos elementos pueden ser tanto recubiertos como pintados al color de la carrocería, según sea el nivel del equipamiento del coche en particular), así como un nuevo esquema de colores -tanto para taxis colectivos o vehículos de serie- se ha introducido, a diferencia de los colores planos (blanco hueso y negro), de la serie GAZelle. En el interior, los accesorios son diferentes de los que equipaban a sus predecesores, ya que una nueva familia de vehículos exige cambios notorios, como un nuevo panel de instrumentos, un volante acorde a su diseño, un nuevo y mejorado sistema de audio, ya no el radio estándar, de la Blaupunkt como unidad principal se conectó para darle más distinción sobre su predecesor, y una nueva unidad de control del sistema calefactor de la cabina para la parte delantera de la misma sufrieron grandes cambios frente a lo que se venía entregando con la GAZelle.

#### Motorización
Los motores empleados son de la serie UMP-4216 (siendo versiones de la familia comercial UMP-4216.10, con sistema de inyectores y computadoras de control actualizadas), lo que le ha permitido recibir un nuevo programa de control para los ciclos de inyección para mejorar su desempeño, mediante el cual el par máximo (220,5 Nm) se consigue a un régimen de revoluciones bastante bajo (2500 rpm) para un motor de gasolina. En la familia de los "GAZelle-Business" se introdujo el motor monta un radiador con núcleo de aluminio TRM, de la firma Anvis Group, los componentes eléctricos son de los productores Bosch y Brisk. Los conjuntos que se utilizan en el sistema de frenos de disco son producidos por la firma Bosch (en particular, el cilindro maestro del freno y el servofreno), el embrague y el sistema de accionamiento también son importados y/o producidos bajo licencia -las piezas y los diseños son de ZF y Sachs-, y también se han introducido un sistema de dirección asistida fabricado bajo licencia de la ZF localmente, y que luego ha sido hecho por Lenksysteme; y cuenta además con espejos retrovisores con desempañador de serie incorporados.
Una nueva modificación que sería implementada en un cierto lote de vehículos "GAZelle-Business" se completó en el año 2010, con la introducción del motor desarrollado por la casa norteamericana Cummins, el ISF-2 turbodiésel. Esto se hizo considerando que la producción de una variante de la "GAZelle" que contaba con un motor diésel, el cual era producido en Austria pr la firma "Steyr" fue interrumpida en el 2008, dejando una gran brecha a satisfacer en el mercado.

## Variantes
En el curso del año 2011 los equipos de a bordo incorporados en la serie de furgonetas como opciones fueron mejorados, con la adición de sistemas de frenado ABS de cuatro canales, provenientes de la empresa germana Bosch, con un par de frenado ajustable en cada rueda de forma individual. El equipamiento de serie de las camionetas incluyen ahora los equipos opcionales de frenos ABS desde 2010.
También están disponibles en los vehículos un sistema de tracción permanente a las cuatro ruedas, por medio de la adición de una caja marchas y una transmisión adicional que le permite aumentar su fuerza mediante el uso de un sistema de bloqueo diferencial central.
Versiones de serie
- GAZ-3302-288 - cabina triple;
- GAZ-330202-288 - cabina triple, plataforma extendida, capacidad de carga de 1.500 kg;
- GAZ-33023-288 "granjero" - cabina de seis plazas, capacidad de carga 1350 kg;

Furgoneta
- GAZ-2705-288 - cabina triple;
- GAZ-2705-298 "Combi" - cabina de siete asientos;
- GAZ-27057-288 - de triple cabina, tracción en las cuatro ruedas;
- GAZ-27057-298 "Combi" - Taxi-colectivo de siete plazas, tracción en las cuatro ruedas;

Microbús
- GAZ-3221-288 - Cabinada, de ocho asientos, ABS;
- GAZ-32217-288 - ocho habitaciones, tracción en las cuatro ruedas, ABS;
- GAZ-32213-288 - Interior mejorado, ABS;
- GAZ-322173-288 - asientos mejorados, tracción en las cuatro ruedas, ABS;
- GAZ-322132-288 - Camioneta de carga, interior de acabados regulares, ABS.
- GAZ-32212-288 - Camioneta de carga para encomiendas de larga distancia, interior de acabados regulares, ABS.
- GAZ-225000-288 - Un autobús para servicio público, se le adaptó un diseño con carrocería de techo alto, equipo y acabados interiores a pedido, ABS.